# Corbesate
Corbesate è una frazione del comune italiano di Bornasco. Ha costituito un comune autonomo fino al 1872.

## Società

### Evoluzione demografica
Abitanti censiti:
- 80 nel 1751
- 118 nel 1805
- 321 nel 1853
- 349 nel 1859
- 327 nel 1861
- 358 nel 1871
- 15 nel 2001